# Kettleburgh
Kettleburgh – wieś w Anglii, w hrabstwie Suffolk, w dystrykcie East Suffolk. Leży 18 km na północny wschód od miasta Ipswich i 125 km na północny wschód od Londynu.